# Зейнаб Ханларова
Зейнаб Яхия гъзъ Ханларова (на азербайджански: Zeynəb Yəhya qızı Xanlarova; 28 декември 1936 г., Баку, Азербайджанска ССР) е съветска и азербайджанска певица (сопран). Народна актриса (1980).

## Биография
Зейнаб Ханларова е родена на 28 декември 1936 г. в Баку и е най-малкото от петте деца в семейството.
През 1956 г. се дипломира в Бакинското педагогическо училище „М. Сабир“. През 1961 г. завършва Бакинското музикално училище „Асаф Зейнал“ (отделението по мугхам (вид азербайджанска музика), в класа на Сеид Шушински). От същата година е солистка на Азербайджанския театър за опера и балет „Мирза Ахундов“.

## Творчество
Сред известните ѝ изпълнения са: Лейля и Аслъ в оперите на Юзеир Хаджибеков „Лейля и Меджнун“ и „Аслъ и Керем“, Арабзанги в операта на Мюслим Магомаев „Шах Исмаил“, Санем в операта „Скалата на невестата“ на Шафиг Ахундов и др.
Освен това тя изпълнява и песни в азербайджанския музикален стил – мугам. Гласът на Зейнаб Ханларова може да се чуе в такива мугамни композиции като „Шахназ“, „Гатар“, „Баяти Шираз“ и др. Сред азербайджанските жени-ханенде тя е първата изпълнителка на мугама „Чахаргях“.
Най-голям успех постига в музикалния жанр естрада. В нейния репертоар са включени песни на Тофик Гулиев, Ариф Меликов, Алекпер Тагиев, Емин Сабитоглу, Кара Карайев, Фикрет Амиров и други известни композитори. Ханларова изпълнява песни на руски, арменски, украински, молдовски, грузински, персийски, арабски, китайски, индийски, турски и много други езици.
През своята повече от 50-годишна музикална кариера Зейнаб Ханларова изпълнява концерти в Русия, Украйна, Латвия, Молдова, Беларус, Казахстан, Узбекистан, Туркменистан, Индия, Китай, Иран, Ирак, Египет, Израел, Турция, Грузия, Армения, България, Германия, Полша, Унгария, Австрия, Финландия, Швеция, Чехия, Йемен, Афганистан, САЩ, Франция, Дания, Австралия и др.
В Азербайджан, освен в Баку, изнася концерти в Ганджа, Ханкенди, Шеки, Шуша, Нахичеван, Ленкоран и други градове и населени места. След дълго прекъсване, Зейнаб Ханларова отново излиза на сцената в Баку през ноември 2008 г. През април 2012 г. изнася двудневен концерт в Ню Йорк.

## Обществена дейност
Зейнаб Ханларова е депутат на Върховния съвет на Азербайджанската ССР (XI—XII конгрес), както и на Националния меджбли на Азербайджан (I—IV конгрес).
През 2010 г. е избрана за депутат в Националния меджлис от избирателен район № 50 (Гобустан-Хъзъ-Губа). Член е на парламентарната комисия по култура.

## Филмография
- 1970 – „Ритмите на Абшерон“ (филм-концерт)
- 1970 – „Среща на сватбата“ (филм-концерт)
- 1971 – „Концертна програма“ (филм-концерт)
- 1979 – „Чудак“ (вокал)
- 1981 – „Пеещата земя“
- 1981 – „Акорди на дългия живот“ („Животът на Юзеир“)
- 1982 – „Здравейте, Зейнаб!“ (филм-концерт)
- 1971 – „Шарт“ (вокал)
- 2000 – „Поезия xəzrisi“.

## Награди и звания
- Народна актриса на Азербайджанската ССР (1975)
- Народна актриса на Арменската ССР (1978)
- Народна актриса (1980)
- Държавна награда на Азербайджанската ССР (1985)
- Почетна награда „Златен диск“ на фирмата „Мелодия“, за записи на азербайджански песни и песни на народите от Изтока.
- Орден за Приятелство на народите
- Орден В знак на почит"
- Орден „Слава“ (Азербайджан) (1998)
- Орден „Независимост“ (Азербайджан) (2006), за заслуги в развитието на музикалната култура на Азербайджан.
- Почетен диплом на Президента на Азербайджанската република (2011), за големи заслуги в популяризиране на азербайджанската култура.
- Орден на Гейдар Алиев (2016)[4]

### Видеоматериали
- Зейнаб Ханларова пее на азербайджански език
- Зейнаб Ханларова пее на молдовски и грузински език
- Песни и концерти в изпълнение на Зейнаб Ханларова (видео)

|  | Тази страница частично или изцяло представлява превод на страницата „Ханларова, Зейнаб Яхъя кызы“ в Уикипедия на руски. Оригиналният текст, както и този превод, са защитени от Лиценза „Криейтив Комънс – Признание – Споделяне на споделеното“, а за съдържание, създадено преди юни 2009 година – от Лиценза за свободна документация на ГНУ. Прегледайте историята на редакциите на оригиналната страница, както и на преводната страница, за да видите списъка на съавторите. ВАЖНО: Този шаблон се отнася единствено до авторските права върху съдържанието на статията. Добавянето му не отменя изискването да се посочват конкретни източници на твърденията, които да бъдат благонадеждни. |